# تپه ضیاءآباد
تپه ضیاءآباد در شهرک ضیاءآباد خرم‌آباد، ۱۵۰ متری غرب پل صفوی واقع شده و این اثر در تاریخ ۳ بهمن ۱۳۷۹ با شمارهٔ ثبت ۳۰۰۰ به‌عنوان یکی از آثار ملی ایران به ثبت رسیده است.